# Liste der Bodendenkmale in Rochlitz
In der Liste der Bodendenkmale in Rochlitz sind die Bodendenkmale der Stadt Rochlitz und ihrer Ortsteile nach dem Stand der Auflistung von Volkmar Geupel aus dem Jahr 1983 aufgelistet. Eventuelle Änderungen und Ergänzungen, insbesondere aus der Zeit nach der Wende, sind nicht berücksichtigt, da für Sachsen aktuell keine neueren allgemein zugänglichen Bodendenkmallisten vorliegen. Die Baudenkmale sind in der Liste der Kulturdenkmale in Rochlitz aufgeführt.
| Denkmal-ID | Fundart            | Ortsteil | Bezeichnung                         | Zeitstellung            | Lage                                                                                          | Bemerkungen | Bild |
| ---------- | ------------------ | -------- | ----------------------------------- | ----------------------- | --------------------------------------------------------------------------------------------- | --- | ---- |
| ?          | Siedlung           | Noßwitz  | Vorburgsiedlung                     | Slawenzeit, Mittelalter | südwestlich von Burg Rochlitz, Bergsporn zwischen Zwickauer Mulde und einem Nebenbach         | durch Graben von Burg getrennt, durch Forsthaus und Gartensparte überbaut, Schutz seit 31. März 1959                                  |      |
| ?          | Befestigung > Burg | Noßwitz  | Wehranlage „Katzenstein“            | Mittelalter             | nordnordöstlich von Sörnzig auf einem Bergsporn zwischen Zwickauer Mulde und einem Nebenbach  | Höhenburg in Spornlage, durch Steinbruch beeinträchtigt, zwei Terrassen und Abschnittsgraben im Nordwesten, Schutz seit 31. März 1959 |      |
| ?          | besonderer Stein   | Noßwitz  | Steinkreuz                          | Spätmittelalter         | südlich des Orts, Südhang des Rochlitzer Bergs                                                | Dolch- oder Messereinzeichnung, Schutz seit 17. Oktober 1963                                                                          |      |
| ?          | Befestigung > Burg | Rochlitz | Wehranlage „Schloss“, „Schlossberg“ | Slawenzeit, Mittelalter | westlich des Stadtkerns auf einem Bergsporn                                                   | Burgwall/Höhenburg in Spornlage, überbaut und verändert, Schutz seit 1. Dezember 1983                                                 |      |
| ?          | Befestigung > Burg | Rochlitz | Wehranlage „Keßling“, „Hofstatt“    | Slawenzeit, Mittelalter | nordnordwestlich von Poppitz auf einem Bergsporn zwischen Zwickauer Mulde und einem Nebenbach | Burgwall/Höhenburg in Spornlage, durch Steinbruch gestört, Abschnittswall und -graben im Südwesten, Schutz seit 31. März 1959         |      |